# Rent-Tech
Rent-Tech A/S er en dansk håndværksvirksomhed, som består af elektriker- og installationsvirksomheden Multi-Tech A/S og smede- og maskinvirksomheden Asger G. Jørgensen A/S. De har hovedkvarter i Kalundborg med afdelinger på Sjælland. Deres kompetencer er inden for elinstallation, energi, stål og industri. 
I 2024 havde Rent-Tech 300 ansatte og omsatte for 588 mio. kroner. Virksomheden blev etableret i 1971 og har i dag flere ejere.